# Lemurella culicifera
Lemurella culicifera är en orkidéart som först beskrevs av Heinrich Gustav Reichenbach, och fick sitt nu gällande namn av Joseph Marie Henry Alfred Perrier de la Bâthie. Lemurella culicifera ingår i släktet Lemurella och familjen orkidéer. Inga underarter finns listade i Catalogue of Life.